# بوريس سعيد
بوريس سعيد (بالإنجليزية: Boris Said)‏ هو سائق سيارة سباق أمريكي، ولد في 18 سبتمبر 1962 في نيويورك في الولايات المتحدة.

## وصلات خارجية
- بوريس سعيد على موقع Racing-Reference.info (الإنجليزية)